# Monel
Il monel è una lega metallica formata da nichel e rame. Monel è un marchio registrato da Special Metals Corporation per una serie di leghe al nichel. Il Monel è stato creato da David H. Browne, metallurgista capo per la International Nickel Co. Il nome Monel deriva dal presidente dell'azienda Ambrogio Monell ed è stato brevettato nel 1906. Una L è stata tolta dal nome perché negli anni della registrazione per il brevetto i nomi di famiglia non erano ammessi. Tra i vari utilizzi, la lega Monel viene utilizzata nella fabbricazione di monete e per la costruzione dei pistoni degli ottoni.
La lega Monel 400 principalmente composta di nichel (fino al 67%) e di rame (fino al 32%), presenta una resistenza meccanica relativamente elevata, una buona resistenza alla corrosione e una buona saldabilità. Trova particolare impiego sulle strutture marine e negli impianti chimici ove è richiesta un'elevata resistenza agli agenti aggressivi come Fluoro ed Ossigeno.
La lega Monel K500 si ottiene aggiungendo alla lega monel alcune piccole quantità di Alluminio e Titanio. La sua composizione è: Nichel 60%, Rame 30%, Alluminio 2,7%, Titanio 0,5%.
Tale lega presenta una resistenza meccanica doppia rispetto alla Monel 400.